# Umedalens skulpturpark
Umedalens skulpturpark is een beeldenpark met een vaste collectie van 33 sculpturen in Umeå in de Zweedse provincie Västerbottens.
Sinds 1994 wordt ieder jaar in de zomermaanden een internationale beeldententoonstelling georganiseerd. Bijna 200 Zweedse en internationale beeldhouwers, installatie- en land art-kunstenaars hebben tot en met 2010 deelgenomen. Elk jaar worden beelden aangekocht voor de permanente collectie, die in het park van de wijk Umedalen een plaats vinden.
Umedalen skulptur is vrij toegankelijk voor het publiek.

## De permanente collectie
1. Concrete and Leaves (1996) van Mirosław Bałka
2. Flip (2006) van Mats Bergqvist
3. Koma-Amok (1997) van Bigert & Bergström
4. Eye Benches II (1996/97) van Louise Bourgeois[1]
5. Utan titel (2001) van Bård Breivik
6. Skogsdunge (2002) van Kari Cavén
7. Stevensson (Early Forms) (1999) van Tony Cragg
8. Den sjuka flickan (2004) van Jacob Dahlgren
9. Utan titel (2002) van Anne-Karin Furunes
10. Beam Wlk (1996) van Cristos Gianakos
11. Still Running (1990/93) van Antony Gormley
12. Utan titel (1994) van Carina Gunnars
13. Out (2004) van Charlotte Gyllenhammar
14. Arch (1995) van Claes Hake
15. Trajan's shadow (2001) van Sean Henry
16. 13 Resin and Bronze Powder Panels (2000) van Cristina Iglesias
17. She leaves the lights on and forgerts the room (1998) van Meta Isaeus-Berlin
18. A Path II (2004/10) van Kaarina Kaikkonen
19. Pillar of Light (1991) van Anish Kapoor
20. Homestead (2004) van Clay Ketter
21. The most lonesome story ever told (1998) van Jonas Kjellgren
22. Dysfunctional Outdoor Gym (2004) van Torgny Nilsson
23. 55m long-line of double boulders (1997) van Richard Nonas
24. Ulan titel (1998) van Roland Persson
25. Alliansring (2000) van Anna Renström
26. Social Meeting (1997) van Raffael Rheinsberg
27. Tillåtet (Project van 80 verkeersborden in heel Zweden) (1990-2006) van Mikael Richter
28. Räddningsplats (2008) van Gunilla Samberg
29. Hardback (2000) van Nina Saunders
30. Forest Hill (1997) van Buky Schwartz
31. Umeå Prototype (1999/2000) van Serge Spitzer
32. Kastenhaus 166 (2000) van Winter & Hörbelt
33. Mor och Barn (1958) van David Wretling

Overige werken in Umeå:
- Kyrka van Ernst Billgren
- Ladder (1998) van Johanna Ekström
- Structure 88-J-1 (1998) van Takashi Naraha

## Fotogalerij

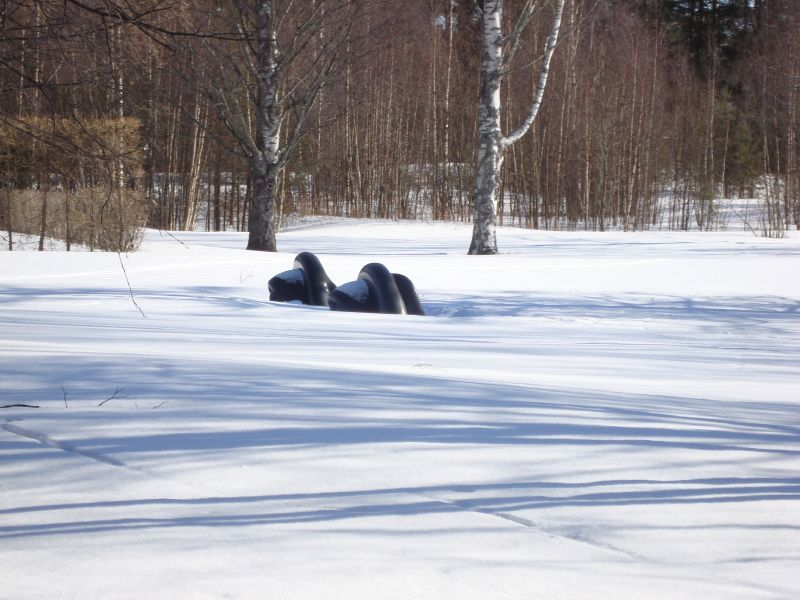
nr. 4: Eye Benches II van Louise Bourgeois
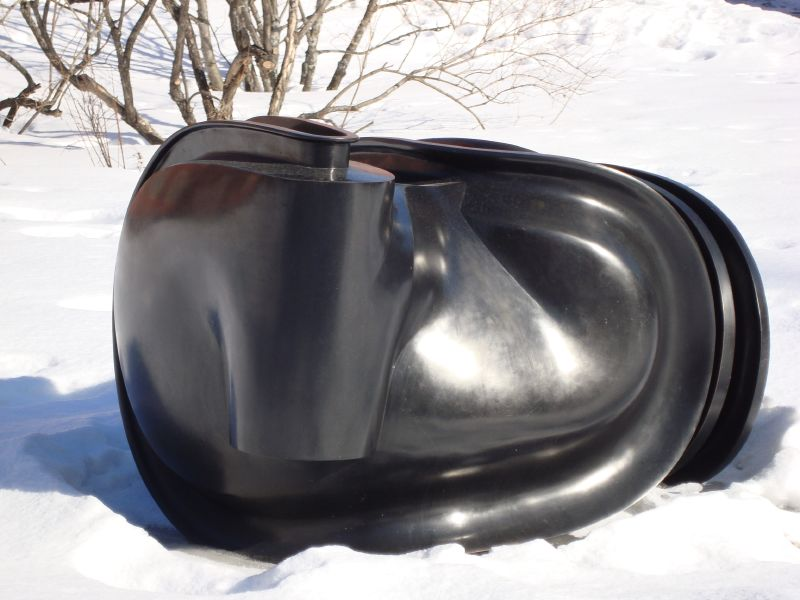
nr. 7: Early Forms van Tony Cragg
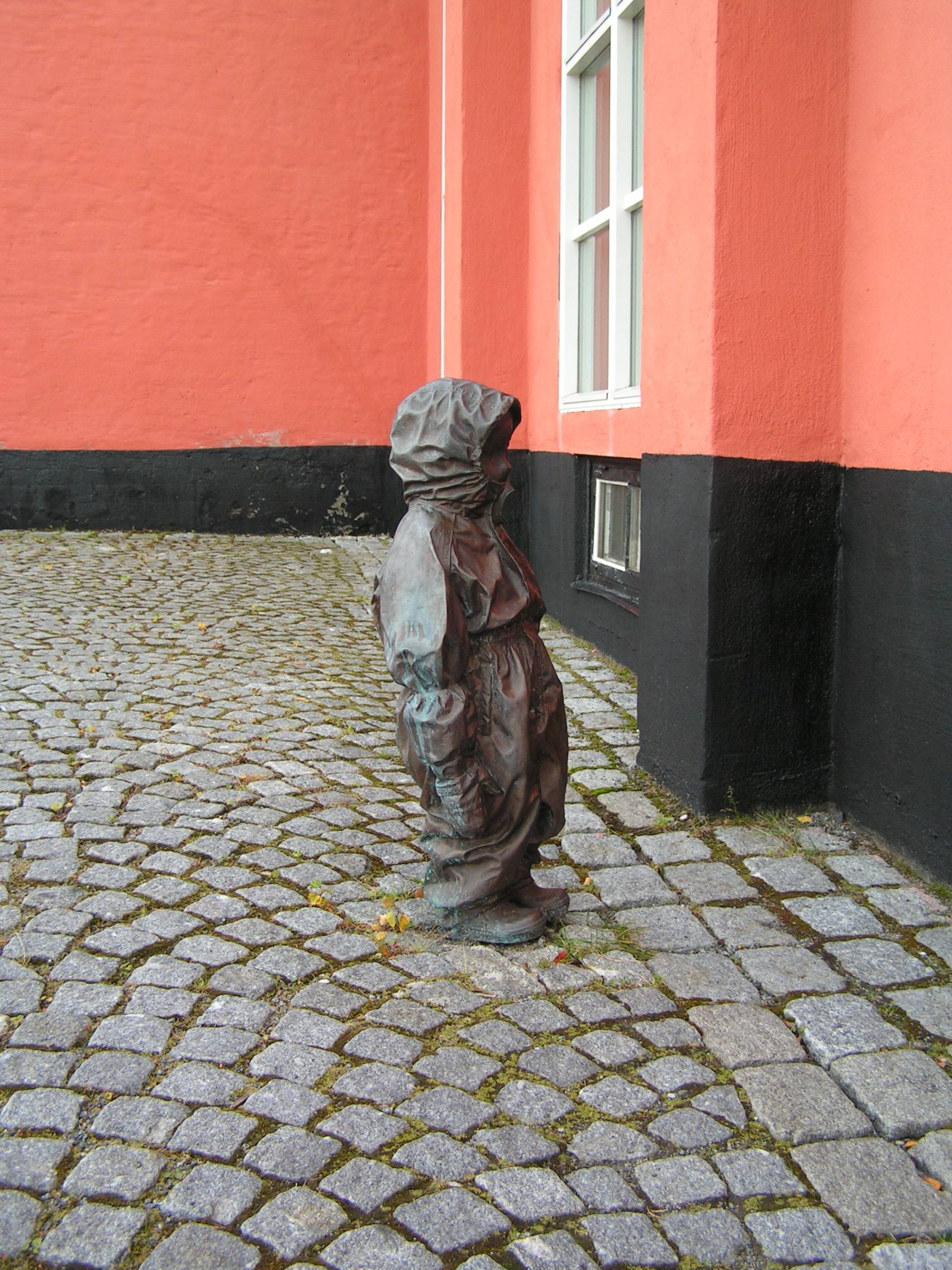
nr. 13: Out van Charlotte Gyllenhammar
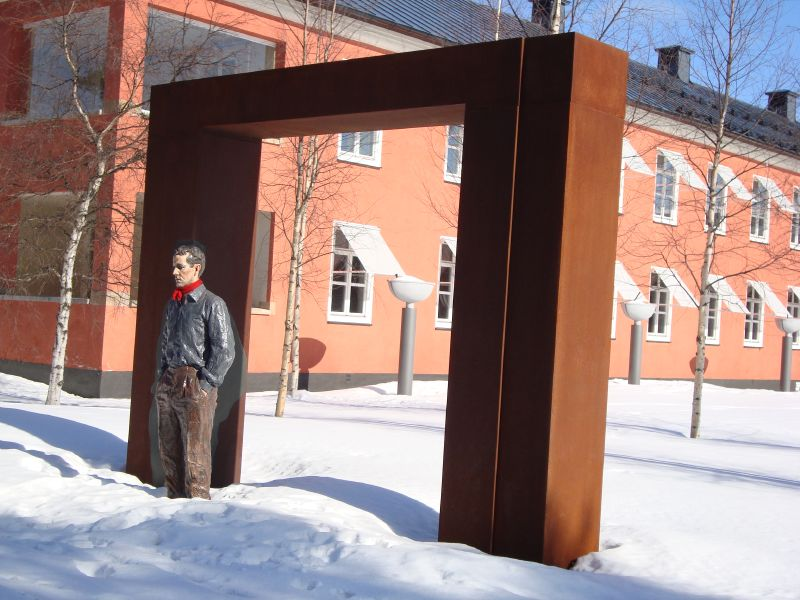
nr. 15: Trajan's Shadow van Sean Henry
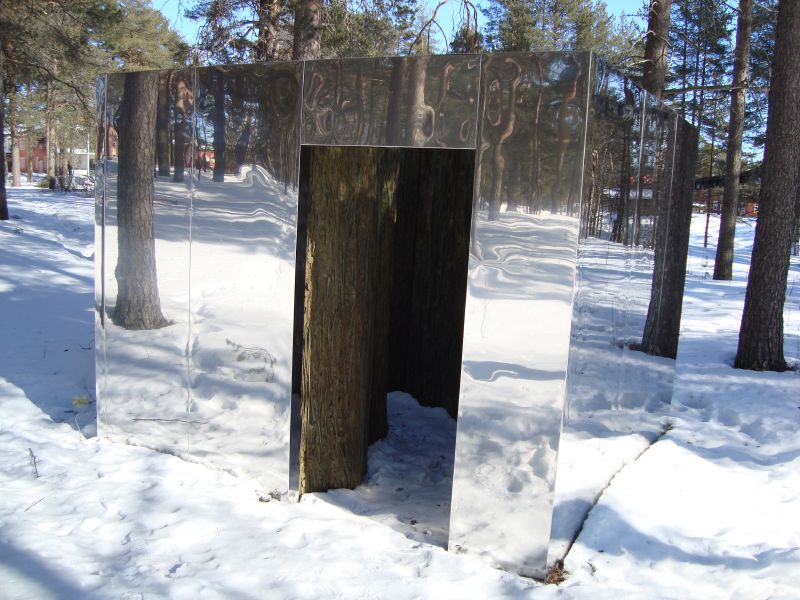
nr. 16: 12 Resin and Bronze Powder Panels van Cristina Iglesias
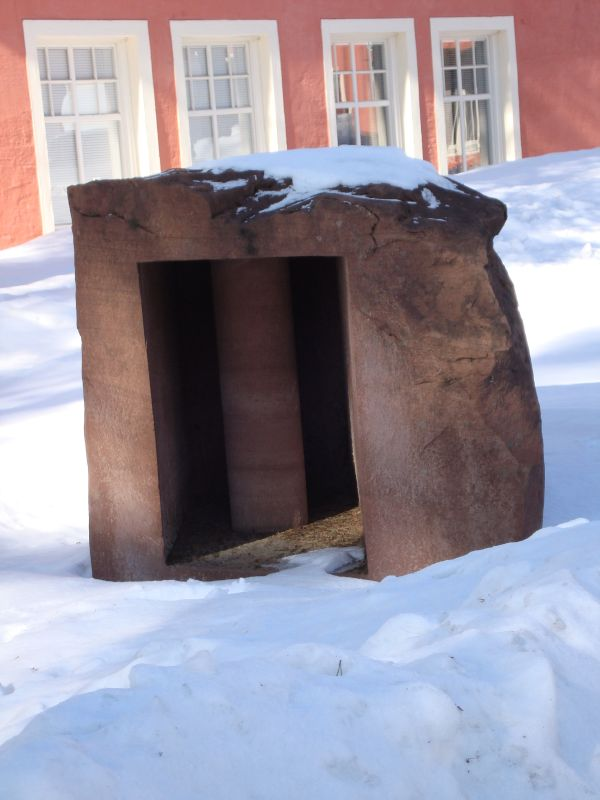
nr. 19: Pillar of Light van Anish Kapoor
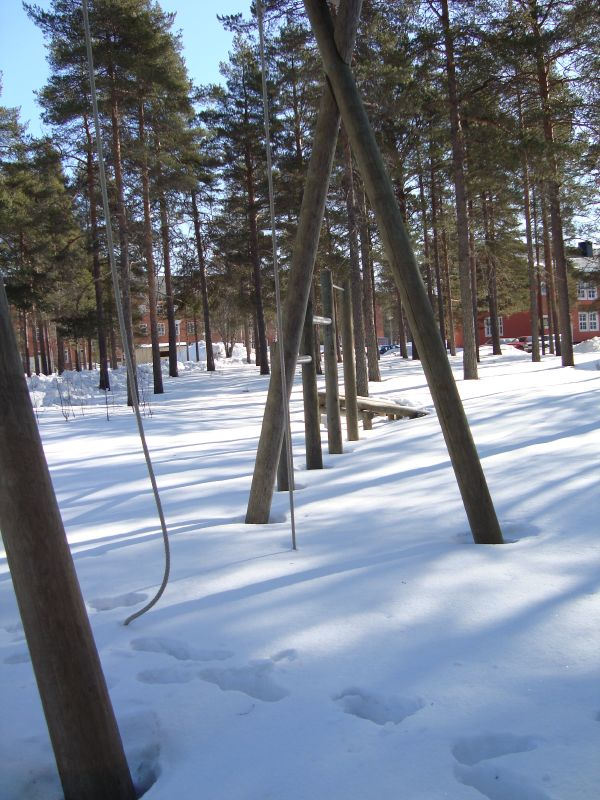
nr. 22: Dysfunctional Outdoor Gym van Torgny Nilsson
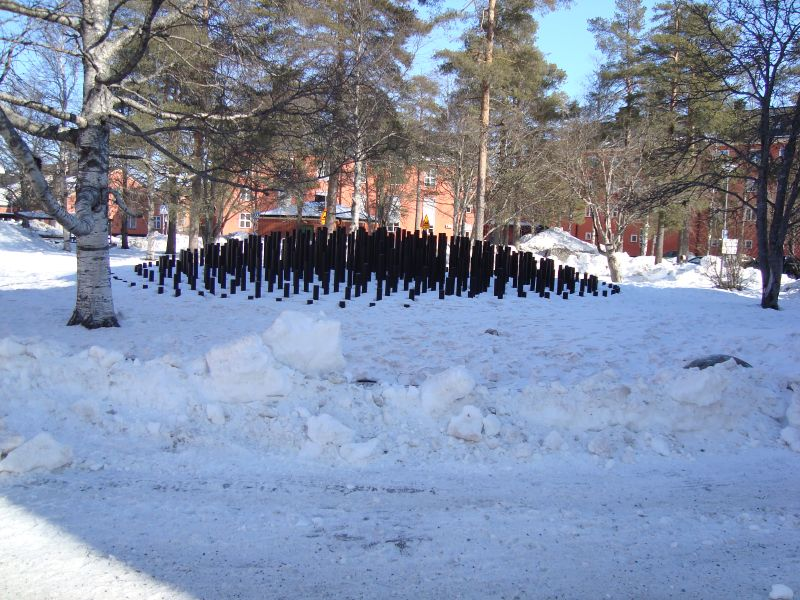
nr. 30: Forest Hill van Buky Schwartz
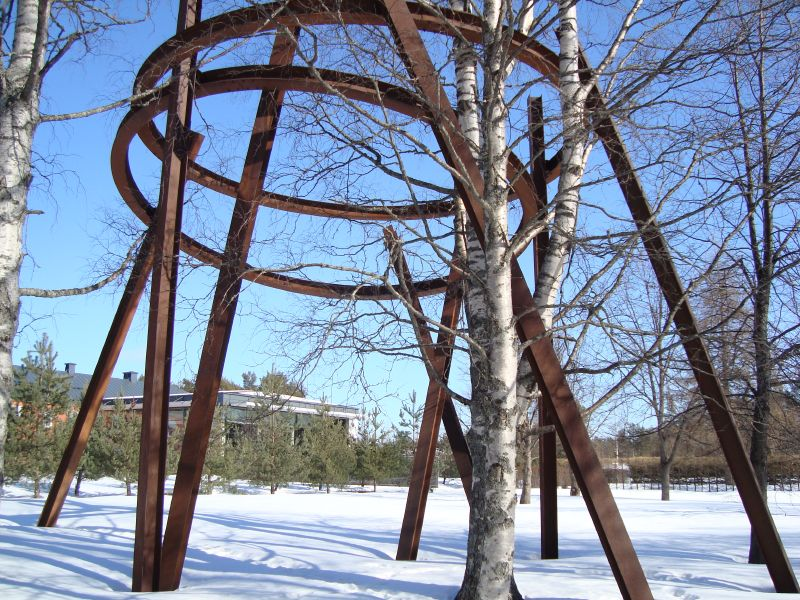
nr. 31: Umeå Prototype van Serge Spitzer
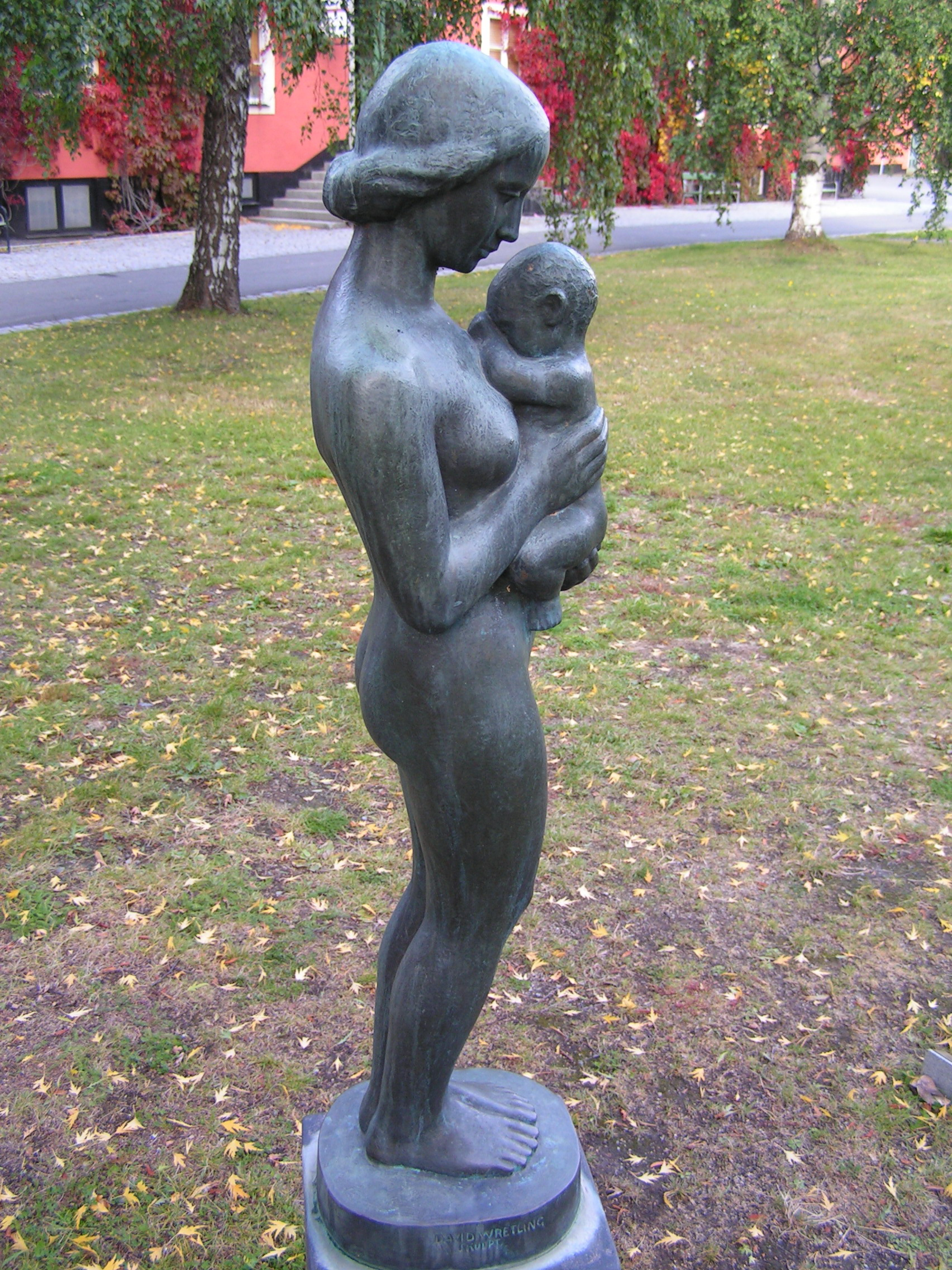
nr. 33: Mor och barn van David Wretling
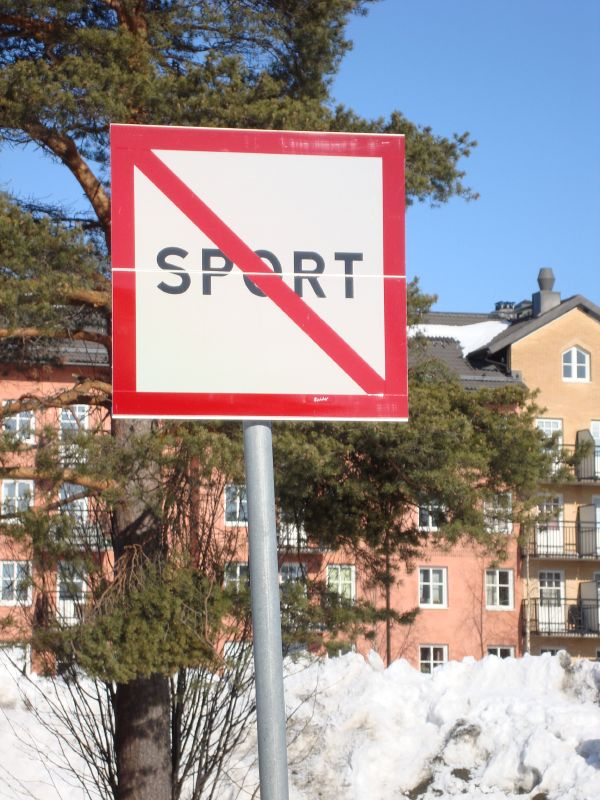
nr.27: Tillåtet van Mikael Richter